# Championnats d'Afrique de natation 2008
Navigation
Dakar 2006 Casablanca 2010
La 9e édition des Championnats d'Afrique de natation se déroule à Johannesbourg en Afrique du Sud du 1er au 7 décembre 2008. Le pays accueille pour la première fois de son histoire cet événement bisannuel organisé par la Confédération africaine de natation amateur.
Les épreuves se déroulent à l'Ellis Park Aquatic Centre à l'exception des courses de nage en eau libre qui se disputent au Lac Victoria de Germiston.

## Nations participantes
18 nations participent à ces Championnats d'Afrique :
- Afrique du Sud
- Algérie
- Angola
- Côte d'Ivoire
- Égypte
- Guinée
- Kenya
- Maroc
- Maurice
- Mozambique
- Namibie
- Nigeria
- Ouganda
- Sénégal
- Eswatini
- Tanzanie
- Tunisie
- Zimbabwe

## Podiums

### Hommes
| Épreuves               | Or                                                                                      | Argent                                                                               | Bronze                                                                            |
| Nage libre             | Nage libre                                                                              | Nage libre                                                                           | Nage libre                                                                        |
| ---------------------- | --------------------------------------------------------------------------------------- | ------------------------------------------------------------------------------------ | --------------------------------------------------------------------------------- |
| 50 m                   | Oussama Mellouli (TUN) 23 s 26                                                          | Timothy Ferris (ZIM) 24 s 08                                                         | Yellow Yeiyah (NGA) 24 s 15                                                       |
| 100 m                  | Oussama Mellouli (TUN) 49 s 81                                                          | Jason Dunford (KEN) 50 s 05                                                          | Farouk Ben Jeddi (TUN) 53 s 23                                                    |
| 200 m                  | Oussama Mellouli (TUN) 1 min 50 s 28                                                    | Jason Dunford (KEN) 1 min 52 s 09                                                    | Riaan Schoeman (RSA) 1 min 52 s 76                                                |
| 400 m                  | Oussama Mellouli (TUN) 3 min 58 s 17                                                    | Riaan Schoeman (RSA) 3 min 58 s 57                                                   | Ahmed Mathlouthi (TUN) 4 min 06 s 22                                              |
| 800 m                  | Oussama Mellouli (TUN) 8 min 20 s 73                                                    | Riaan Schoeman (RSA) 8 min 24 s 17                                                   | Ahmed Mathlouthi (TUN) 8 min 26 s 09                                              |
| 1 500 m                | Oussama Mellouli (TUN) 16 min 12 s 00                                                   | Chad Ho (RSA) 16 min 18 s 34                                                         | Ahmed Mathlouthi (TUN) 17 min 34 s 47                                             |
| Dos                    |                                                                                         |                                                                                      |                                                                                   |
| 50 m                   | Jason Dunford (KEN) 26 s 73                                                             | Darren Murray (RSA) 26 s 85                                                          | Oussama Mellouli (TUN) 26 s 92                                                    |
| 100 m                  | George du Rand (RSA) 55 s 92                                                            | Darren Murray (RSA) 57 s 89                                                          | Amine Kouame (MAR) 59 s 53                                                        |
| 200 m                  | George du Rand (RSA) 2 min 01 s 02                                                      | Darren Murray (RSA) 2 min 06 s 08                                                    | Taki Mrabet (TUN) 2 min 10 s 82                                                   |
| Brasse                 |                                                                                         |                                                                                      |                                                                                   |
| 50 m                   | Malick Fall (SEN) 28 s 38                                                               | Thabang Moeketsane (RSA) 29 s 15                                                     | Chad le Clos (RSA) 30 s 55                                                        |
| 100 m                  | Malick Fall (SEN) 1 min 02 s 71                                                         | William Diering (RSA) 1 min 02 s 72                                                  | Thabang Moeketsane (RSA) 1 min 04 s 30                                            |
| 200 m                  | William Diering (RSA) 2 min 16 s 00                                                     | Oussama Mellouli (TUN) 2 min 17 s 57                                                 | Chad le Clos (RSA) 2 min 24 s 20                                                  |
| Papillon               |                                                                                         |                                                                                      |                                                                                   |
| 50 m                   | Jason Dunford (KEN) 23 s 50                                                             | Garth Tune (RSA) 24 s 42                                                             | Yellow Yeiyah (NGA) 25 s 27                                                       |
| 100 m                  | Jason Dunford (KEN) 52 s 49                                                             | Garth Tune (RSA) 54 s 25                                                             | George du Rand (RSA) 54 s 65                                                      |
| Quatre nages           |                                                                                         |                                                                                      |                                                                                   |
| 200 m                  | Oussama Mellouli (TUN) 2 min 06 s 04                                                    | Chad le Clos (RSA) 2 min 06 s 76                                                     | Taki Mrabet (TUN) 2 min 08 s 54                                                   |
| 400 m                  | Oussama Mellouli (TUN) 4 min 25 s 16                                                    | Riaan Schoeman (RSA) 4 min 27 s 40                                                   | Taki Mrabet (TUN) 4 min 37 s 31X                                                  |
| Relais                 |                                                                                         |                                                                                      |                                                                                   |
| 4 x 100 m nage libre   | Tunisie Farouk Ben Jeddi Ahmed Mathlouthi Taki Mrabet Oussama Mellouli 3 min 29 s 79    | Afrique du Sud George du Rand Pierre Wirth Garth Tune Riaan Schoeman 3 min 32 s 34   | Sénégal Malick Fall Matar Samb Abdou Khadre Niane Papa Madiop Ndong 3 min 42 s 24 |
| 4 x 100 m quatre nages | Afrique du Sud Darren Murray Thabang Moeketsane Garth Tune George du Rand 3 min 48 s 46 | Tunisie Taki Mrabet Oussama Mellouli Farouk Ben Jeddi Ahmed Mathlouthi 3 min 57 s 85 | Angola João Matias Pedro Pinotes Paulo Rebelo Helder Foretes 4 min 11 s 98        |
| Nage en eau libre      |                                                                                         |                                                                                      |                                                                                   |
| 5 km nage en eau libre | Chad Ho (RSA) 58 s 39                                                                   | Mazen Aziz (RSA) 1 min 00 s 56                                                       | Abdul-Malick Railoun (RSA) 1 min 00 s 59                                          |

### Femmes
| Épreuves               | Or                                                                                   | Argent                                                                                | Bronze                                                                                 |
| Nage libre             | Nage libre                                                                           | Nage libre                                                                            | Nage libre                                                                             |
| ---------------------- | ------------------------------------------------------------------------------------ | ------------------------------------------------------------------------------------- | -------------------------------------------------------------------------------------- |
| 50 m                   | Sarra Chahed (TUN) 26 s 79                                                           | Achieng Ajulu-Bushell (KEN) 26 s 88                                                   | Megan Scott (RSA) 27 s 24                                                              |
| 100 m                  | Melissa Corfe (RSA) 58 s 10                                                          | Sarra Chahed (TUN) 58 s 21                                                            | Achieng Ajulu-Bushell (KEN) 58 s 72                                                    |
| 200 m                  | Zeineb Khalfallah (TUN) 2 min 08 s 04                                                | Dominique Dryding (RSA) 2 min 10 s 28                                                 | Moira Fraser (ZIM) 2 min 10 s 58                                                       |
| Dos                    |                                                                                      |                                                                                       |                                                                                        |
| 50 m                   | Sarra Chahed (TUN) 31 s 08                                                           | Rene Warnes (RSA) 31 s 58                                                             | Binta Zahra Diop (SEN) 32 s 44                                                         |
| 100 m                  | Mandy Loots (RSA) 1 min 05 s 21                                                      | Jonay Briedenhann (NAM) 1 min 08 s 04                                                 | Kirsten Lapham (ZIM) 1 min 10 s 12                                                     |
| Brasse                 |                                                                                      |                                                                                       |                                                                                        |
| 50 m                   | Achieng Ajulu-Bushell (KEN) 32 s 64                                                  | Sarra Lajnef (TUN) 34 s 07                                                            | Robyn Ferguson (RSA) 35 s 03                                                           |
| 100 m                  | Achieng Ajulu-Bushell (KEN) 1 min 12 s 88                                            | Sarra Lajnef (TUN) 1 min 13 s 30                                                      | Jessica Liss (RSA) 1 min 13 s 49                                                       |
| 200 m                  | Jessica Liss (RSA) 2 min 33 s 39                                                     | Sarra Lajnef (TUN) 2 min 40 s 54                                                      | Maxine Heard (ZIM) 2 min 44 s 30                                                       |
| Papillon               |                                                                                      |                                                                                       |                                                                                        |
| 50 m                   | Mandy Loots (RSA) 27 s 66                                                            | Megan Scott (RSA) 28 s 63                                                             | Binta Zahra Diop (SEN) 28 s 66                                                         |
| 100 m                  | Mandy Loots (RSA) 1 min 00 s 58                                                      | Megan Scott (RSA) 1 min 03 s 46                                                       | Meriem Meddeb (TUN) 1 min 04 s 01                                                      |
| Quatre nages           |                                                                                      |                                                                                       |                                                                                        |
| 200 m                  | Mandy Loots (RSA) 2 min 18 s 91                                                      | Jessica Liss (RSA) 2 min 23 s 90                                                      | Sarra Lajnef (TUN) 2 min 24 s 74                                                       |
| Relais                 |                                                                                      |                                                                                       |                                                                                        |
| 4 x 100 m nage libre   | Tunisie Zeineb Khalfallah Sarra Lajnef Meriem Meddeb Sarra Chahed 3 min 58 s 45      | Afrique du Sud Megan Scott Dominique Dryding Robyn Ferguson Mandy Loots 4 min 06 s 54 | Kenya Pina Ercolano Sylvia Brunlehner Rachita Shah Achieng Ajulu-Bushell 4 min 16 s 33 |
| 4 x 100 m quatre nages | Afrique du Sud Amanda Loots Jessica Liss Megan Scott Dominique Dryding 4 min 23 s 65 | Tunisie Sarra Chahed Sarra Lajnef Meriem Meddeb Zeineb Khalfallah 4 min 29 s 42       | Sénégal Marieme Faye Fatou Kine Diop Binta Zahra Diop Ouleye Diallo 4 min 46 s 37      |
| Nage en eau libre      |                                                                                      |                                                                                       |                                                                                        |
| 5 km nage en eau libre | Natalie du Toit (RSA) 1 min 04 s 01                                                  | Dominique Dryding (RSA) 1 min 06 s 43                                                 | Sarra Lajnef (TUN) 1 min 10 s 08                                                       |

## Tableau des médailles
| Rang  | Nation         | Or | Argent | Bronze | Total |
| ----- | -------------- | -- | ------ | ------ | ----- |
| 1     | Tunisie        | 13 | 7      | 11     | 31    |
| 2     | Afrique du Sud | 11 | 19     | 8      | 38    |
| 3     | Kenya          | 5  | 3      | 2      | 10    |
| 4     | Sénégal        | 2  | 0      | 3      | 5     |
| 5     | Zimbabwe       | 0  | 1      | 3      | 4     |
| 6     | Namibie        | 0  | 1      | 0      | 1     |
| 7     | Nigeria        | 0  | 0      | 2      | 2     |
| 8     | Angola         | 0  | 0      | 1      | 1     |
| 8     | Maroc          | 0  | 0      | 1      | 1     |
| Total | Total          | 31 | 31     | 31     | 93    |